# Massif du Granquet
Massif du Pibeste-Aoulhet
Le massif du Granquet ou massif du Pibeste-Aoulhet est un massif de montagnes de la chaîne des Pyrénées situé à cheval sur le département des Pyrénées-Atlantiques en région Nouvelle-Aquitaine et le département des Hautes-Pyrénées en région Occitanie, en France.
C'est un massif de moyenne montagne qui culmine à 1 881 m à la soum de Granquet, et fait par conséquent partie des massifs formant les Pré-Pyrénées. Le massif est connu pour sa réserve naturelle régionale du massif du Pibeste-Aoulhet et les grottes de Bétharram.
Géologiquement parlant, c'est un massif composé de roches sédimentaires traversé par la faille nord-pyrénéenne, ce qui le classe plutôt dans la zone nord-pyrénéenne. Les roches sont de nature sédimentaire de la période du Jurassique et du Crétacé au nord de la faille, et de la période du Dévonien au sud.

## Géographie
Il est le pendant oriental du massif du Moulle de Jout, avec un relief similaire et les mêmes couches géologiques. Ces deux massifs ne devaient former à l'origine qu'un seul relief homogène, mais que l'érosion par l'Ouzom a progressivement entaillé en son milieu. À l'ouest, la vallée de l'Ouzom le sépare du massif du Moulle de Jout, à l'est c'est la vallée d'Arrens puis le gave de Pau qui le termine. 
Au nord, au niveau de Lourdes, le gave de Pau bifurque à l'ouest puis continue de marquer la limite du massif jusqu'à Saint-Pé-de-Bigorre. À partir de là, le changement de relief (on passe de la moyenne montagne à la basse montagne) marque la limite entre le massif et le piémont béarnais selon une ligne latitudinale allant des grottes de Bétharram jusqu'à Arthez-d'Asson à l'entrée de la vallée de l'Ouzom. 
Au sud, le massif est bordé par le massif du Gabizos, petit massif de haute montagne, la limite se situant au niveau du GR 10 entre les communes d'Eaux-Bonnes et d'Arrens-Marsous, et du col de Saucède. 
Bien que le pic du Pibeste soit un sommet secondaire, il fournit au massif l'un de ses noms les plus populaires car ce sommet surplombe Lourdes.
| Piémont béarnais                            | Piémont béarnais Forêt de Mourle                        | Gave de Pau Plateau de Ger     |
| Vallée de l'Ouzom Massif du Moulle de Jaout | massif du Granquet                                      | Gave de Pau Piémont bigourdan  |
| Massif du Gabizos                           | Ruisseau du Bergons et Col de Saucède Massif du Gabizos | Gave de Pau Massif du Montaigu |

### Sommets principaux
| Sommet             | Altitude (mètres) | Coordonnées                 |
| ------------------ | ----------------- | --------------------------- |
| Soum de Granquet   | 1 881             | 43° 01′ 31″ N, 0° 12′ 48″ O |
| Pic de l'Estibette | 1 851             | 43° 02′ 01″ N, 0° 13′ 26″ O |
| Pic de Bazès       | 1 804             | 42° 59′ 47″ N, 0° 13′ 42″ O |
| Pic du Pibeste     | 1 349             | 43° 03′ 07″ N, 0° 04′ 51″ O |

### Géologie
La zone est traversée par la faille nord-pyrénéenne, ce qui classe le massif plutôt dans la zone nord-pyrénéenne. Au nord de la faille, qui passe par la vallée du Bergons et le col de Spandelles, les roches sont composées de roches sédimentaires datant du Mésozoïque avec des couches datant de tout le Jurassique et du Crétacé inférieur. Au sud de la faille, les couches géologiques sont principalement du Dévonien, entrecoupées par des couches du Trias et Crétacé.
Ces roches sont principalement des calcaires et des marnes, issus d'anciens dépôts marins, ce qui entraîne de l'érosion karstique : de nombreuses grottes et gouffres sont ainsi creusées dans le massif.
De l'ophite datant du Trias affleure en quelques endroits. C'est une roche magmatique de la croûte océanique qui a refroidi en profondeur. Elle est le signe de la présence d'une ancienne dorsale océanique dans la zone. Sur la face sud du soum de Granquet jusqu'au col de Spandelles, on retrouve quelques couches sédimentaires datant du Trias. 
On peut reconstruire l'évolution géologique du massif comme suit :
- au Dévonien, sédimentation en milieu marin (océan Rhéique) ;
- au Permien, l'absence de dépôts correspond à la surrection de la chaîne varisque (hercynienne) dans la zone ;
- entre −250 et −200 Ma (Trias), ouverture probable d'une mer dans la zone (Neothétys ou Atlantique central) ;
- entre −200 et −100 Ma (Jurassique et Crétacé inférieur), des sédiments marins se déposent dans une mer peu profonde plutôt chaude, entraînant la formation des calcaires et marnes ;
- entre −100 et −56 Ma (Crétacé supérieur et Paléocène), la sédimentation s'arrête : soit la mer s'est refermée dans la zone, soit les couches sédimentaires de cette période ont été complètement érodées par la suite ;
- entre −56 et −33 Ma (Éocène), la surrection des Pyrénées entraîne le plissement de la zone et la formation du massif ;
- entre −2,58 Ma et -10000 ans (Pléistocène), les glaciations quaternaires érodent la zone : on note des moraines glaciaires sur le flanc du massif au niveau de la commune d'Omex, ainsi que sur le flanc ouest à la sortie de la vallée de l'Ouzom (commune Arthez-d'Asson)[4], signe que des glaciers étaient dans les vallées du gave de Pau et de l'Ouzom.

## Activités humaines

### Protection environnementale
Le massif comprend la réserve naturelle régionale du massif du Pibeste-Aoulhet et plusieurs ZNIEFF couvrent la zone, dont principalement :
- la ZNIEFF 730011457 dite « Soulanes et crêtes des massifs du Granquet, Estibette et Pibeste »[6] ;
- la ZNIEFF 730011454 dite « massifs calcaires de l'Estibète, du Granquet et du Pibeste, forêt de Très Crouts, vallée du Bergons et crêtes »[7].

### Randonnée
Le GR 101 traverse le massif.